# 相馬胤晴
相馬 胤晴（そうま たねはる、? - 天文15年4月20日（1546年5月19日））は、戦国時代前期の武将。古河公方の家臣。下総国守谷城城主。相馬胤貞の子。正室は簗田高助の娘。子には相馬整胤、娘（相馬治胤正室）。通称は小次郎。なお、治胤の子とされる相馬秀胤・胤信兄弟（後の江戸幕府旗本）を胤晴の子が治胤の養子となったものとする説がある。

## 生涯
相馬胤貞の子として誕生した。出自は相馬氏の嫡流とされる下総相馬氏。
古河公方足利晴氏に仕えたが、天文15年（1546年）の河越城の戦い（河越夜戦）で戦死したとされている。家督は嫡男の整胤が継いだが、わずか3歳であったために後に内紛の一因となった。